# Саамы Швеции

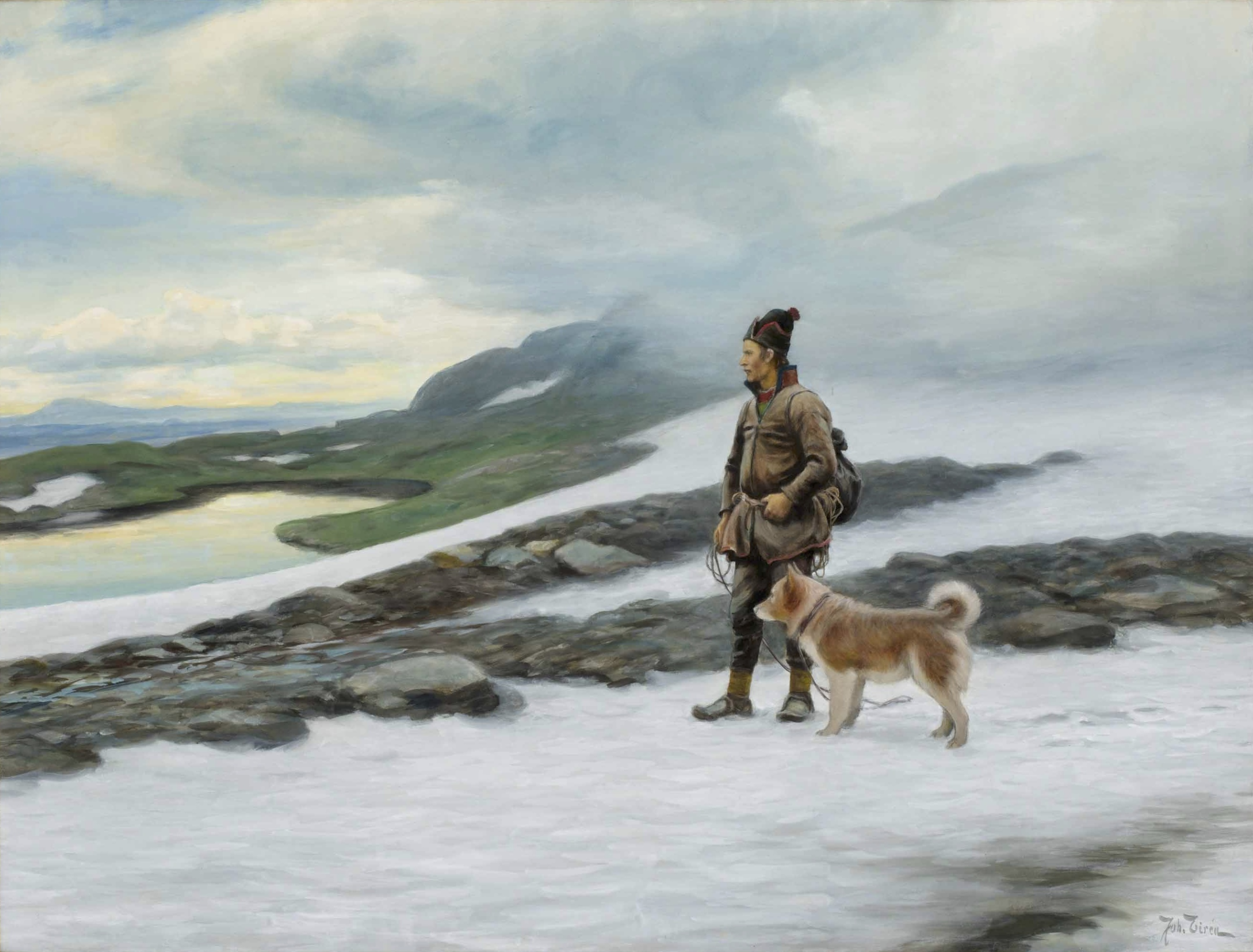
«Саам с собакой».
Картина шведского художника Юхана Тирена (1853—1911)

Саамы Швеции — часть саамского народа, одно из национальных меньшинств этой страны. Численность шведских саамов составляет, по приблизительным данным, от 17 тысяч до 20 тысяч человек (при общей оценке численности саамов в Норвегии, России, Финляндии и Швеции в 70 тысяч человек). В Швеции саамы проживают большей частью в северной части страны, на территории ленов Норрботтен и Вестерботтен. Число шведских саамов, для которых родным является один из саамских языков, существенно меньше — приблизительно 6 тысяч человек.

## Исторические сведения
Археологические находки показывают, что на территории Лапландии саамы живут уже в течение, по крайней мере, трёх тысяч лет (в Лапландии люди стали жить намного раньше, около 8—9 тысяч лет назад, однако нет достоверной информации об этническом происхождении этого древнего населения и его связях с саамами).

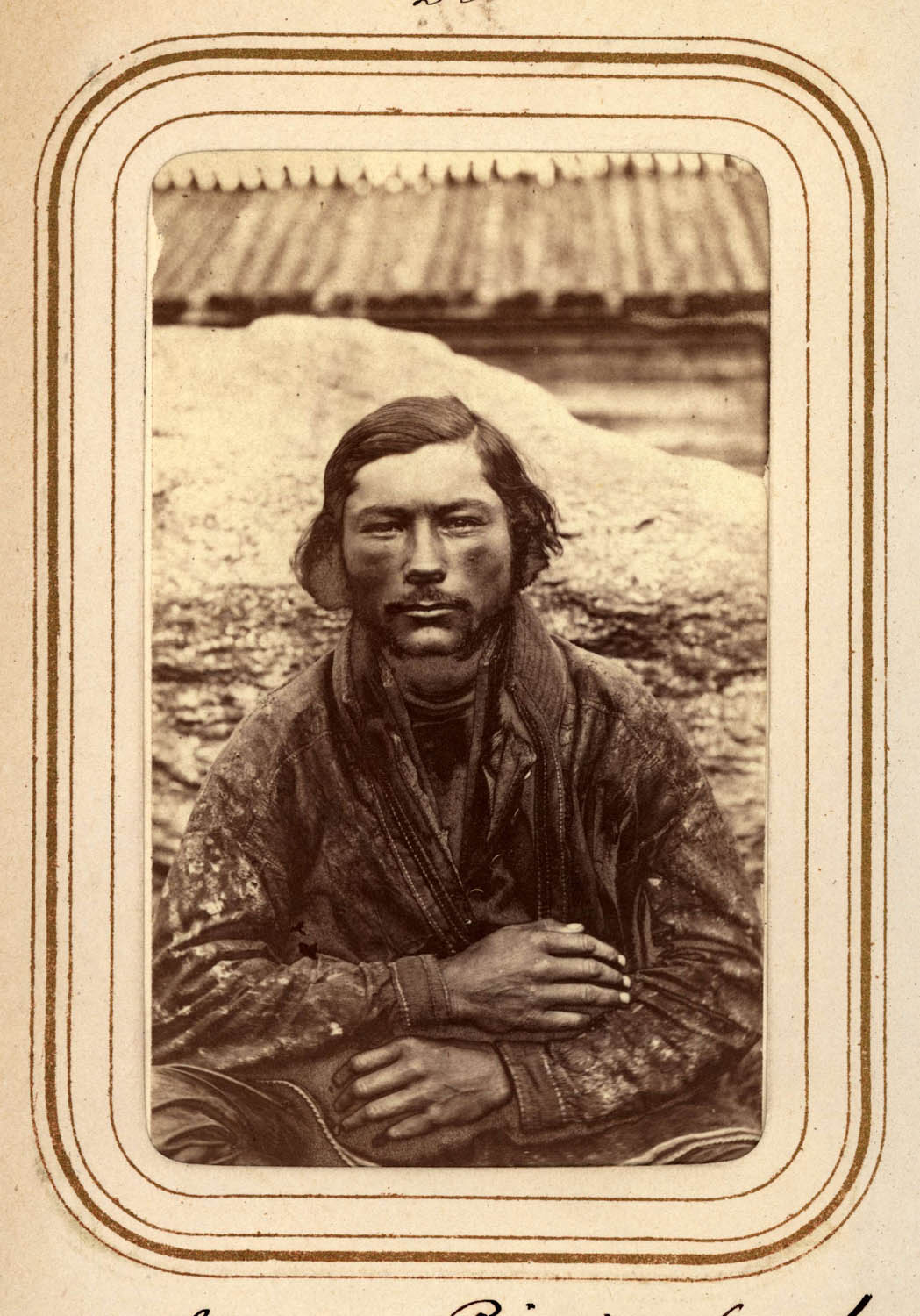
Amma Pirkit Larsson, саам из деревни Туорпон (шведская Лапландия).
Фотография 1868 года

Одни из первых упоминаний в документах про саамов в Шведском королевстве относятся к концу XIV века и связаны с деятельность некой саамки Маргариты, которая занималась христианским миссионерством среди своих соплеменников. Исходя из сохранившихся документов, её деятельность получила одобрение как со стороны королевы Маргариты, так и со стороны духовенства.
Историю «шведской саамской политики» — политики Швеции по отношению к саамскому государству — принято делить на три этапа. Во время раннего этапа (1548—1846) эта политика по существу представляла собой локальное приложение к саамам общенациональной политики. В XVIII веке на севере Швеции наблюдалось существенное увеличение численности финских и шведских переселенцев, что приводило ко всё большему социальному давлению на традиционный хозяйственный уклад саамов; в таких условиях происходило дальнейшее обнищание саамского населения, которое и раньше никогда не отличалось достатком. Ещё одной проблемой саамов было пьянство, которое имело существенно более серьёзное отрицательное влияние на их жизнь по сравнению с аналогичной проблемой у других народов Северной Европы, поскольку алкоголь никогда не был продуктом, использовавшимся саамами, ведшими традиционный образ жизни.
На втором этапе (1846—1971) в Швеции были приняты специальные законодательные акты, касающиеся саамов, в целом политику на этом этапе можно назвать этнически дискриминационной. Саамский язык в повседнем общении постепенно вытеснялся шведским (в некоторых районах — финским); а с некоторого времени и официальная политика в области образования взяла курс на полную гегемонию шведского языка (шведизацию). Политика шведизации продолжалась по существу до середины XX века.
Современный период, начавшийся в 1971 году, характеризуется активной деятельностью саамских организаций и постепенным переходом политики Швеции от этнической дискриминации к этнической терпимости. При этом, если на государственном уровне рецидивов антисаамских проявлений практически нет, на бытовом уровне наследие антисаамской политики по-прежнему продолжают оставаться достаточно сильными, особенно в северной части государства. Несаамское население этой страны относится к саамам в значительной степени предвзято, а знание большинства шведов о них сводится к тому, что саамы — кочевники, пасущие северных оленей. Одной из причин такого стереотипного представления о культуре саамов связано с изъянами в школьных программах, не дающих учащимся достаточного объёма сведений о коренных народах вообще и о саамах (как и о других национальных меньшинствах Швеции) в частности.

## Саамы в современной Швеции

### Языки шведских саамов
В Швеции распространены пять саамских языков (рассматриваемые некоторыми исследователями как диалекты единого саамского языка), все они относятся к западносаамской группе. Примерное число носителей языков составляет (2009):
- Луле-саамский язык (лууле) — 1500 носителей (общее число носителей в Норвегии и Швеции — около 2000)[7]
- Пите-саамский язык (пите). Около 20 носителей[8]
- Северносаамский язык (северосаамский, северный саамский) — 4000 носителей (общее число носителей в Норвегии, Финляндии и Швеции — около 20,7 тысяч)[9]
- Уме-саамский язык (ууме). От 10[10] до 20[11] носителей
- Южносаамский язык — 300 носителей (общее число носителей в Норвегии и Швеции — около 600)[12]

### Статус саамских языков в Швеции
В современной Швеции саамский язык является одним из шести официальных языков меньшинств. Сначала саамский язык получил официальный статус в четырёх муниципалитетах (коммунах) лена Норрботтен (Арьеплуг, Елливаре, Йокмокк и Кируна), а после принятия нового закона в 2009 году саамский язык получил с 1 мая 2010 года официальный статус ещё в 14 муниципалитетах.

### Саамский парламент
Саамский парламент Швеции (северносаам. Sámediggi, луле-саам. Sámedigge, южносаам. Saemiedigkie, швед. Sametinget) — выборный представительный орган культурного самоуправления саамов Швеции; сфера его деятельности в значительной степени ограничена вопросами, связанными с саамской культурой (включая проблемы поддержания и развития саамских языков), а также вопросами оленеводства. Секретариат парламента находится в Кируне. Начал работать 1 января 1993 года.
Регулярно проходят конгрессы и конференции саамского населения страны. 18—19 июня 2012 года Национальный конгресс шведских саамов прошёл в Йокмокке.

### Саамы как коренное население Швеции
То, что «саамы, безусловно, были первыми обитателями Шведской Лапландии», было признано ещё в XIX веке, в процессе обсуждения первого в Швеции закона о выпасе оленей; к тому же периоду относится и признание того факта, что саамы существуют, будучи вытесненными за пределы культурного общества. Вопрос о том, что саамы являются коренным народом, активно обсуждался и в процессе дискуссии, связанной с ратификацией Конвенции Международной организации труда «О коренных и племенных народах в независимых государствах» № 169 от 1989 года: «Саамы являются коренным народом в Швеции… Саамское население проживало на территории, которая сейчас является севером Швеции, ещё до того, как эта страна установила свои государственные границы».
Одним из наиболее важных с юридической точки зрения событий последних лет для шведских саамов стало признание за ними в 2011 году Верховным судом Швеции традиционного право на определенную территорию.

## События вокруг рудника Каллак
С начала 2010-х годов в северной Швеции (большей частью в коммуне Йокмокк лена Норрботтен) началось активное противостояние между рудными компаниями и местной саамской общиной, которую поддерживают активисты-экологи. Так, в апреле 2012 года железорудная компания Beowulf Mining заявила о невозможности продолжать работы на проекте Каллак из-за противодействия саамов. Летом 2013 года противостояние обострилось. В начале августа активисты блокировали дорогу к руднику Каллак. А в конце августа, когда Правительство Швеции разрешило эксплуатацию месторождения никеля на руднике Каллак, на землях традиционного проживания саамов, саамские партии и организации Швеции выступили с резким осуждением этого решения. В заявлении представителей саамской общественности и саамских партий Швеции говорится, что данное решение «демонстрирует полное неуважение к саамскому народу и его международно признанным правам коренного этноса. Глубоко трагично и оскорбительно, что возможности для саамских детей сохранять их культурное наследие и продолжать жить и работать на своей земле должны определяться в офисе министерства промышленности, энергетики и коммуникаций». В заявлении говорится о «категорическом неприятии этого решения, которое означает продолжение колонизации саамского народа и саамских земель», а также о том, что ситуация, когда «неясные описания и чистые спекуляции о возможных финансовых выгодах являются решающими для министерства и перевешивают традиционные права саамского народа», является «явной провокацией». Саамский парламент Норвегии выпустил обращение на имя главы МИД Норвегии, в котором говорится о том, что «права коренного народа саами в этой ситуации не соблюдаются» и содержится просьба провести на эту тему переговоры с министром иностранных дел Швеции.
В октябре 2014 года власти лена Норрботтен заявили, что они не дадут разрешения на разработку рудного месторождения. Своё решение они обосновали тем, что может быть нанесён большой вред природе и оленеводству — причём не из-за деятельности самого рудника, а в результате работ по созданию связанной с рудником транспортной инфраструктуры.

## Комментарии
1. ↑  В законодательных актах Швеции различные саамские языки (диалекты) обычно рассматриваются как единый саамский язык.
2. ↑  The Sami are an Indigenous people in Sweden […] a Sami population lived in what is now northern Sweden before the country acquired its present state boundaries.